# Lista de prefeitos de Milton Brandão
Esta é a lista de prefeitos e vice-prefeitos do município de Milton Brandão, estado brasileiro do Piauí.
| Nº | Nome                                     | Partido | Vice-prefeito                                           | Início do mandato     | Fim do mandato         | Observações                                           |
| 1  | Francisco Evangelista Resende            | PDT     | Expedito Rodrigues de Sousa, Casa Grande                | 1º de janeiro de 1997 | 31 de dezembro de 2000 | Prefeito e vice eleitos em sufrágio universal         |
| 1  | Francisco Evangelista Resende            | PFL     | Expedito Rodrigues de Sousa, Casa Grande                | 1º de janeiro de 2001 | 31 de dezembro de 2004 | Prefeito e vice reeleitos em sufrágio universal       |
| 2  | Manoel Militão da Silva, Manoel Tonico   | PFL     | Reinaldo Sotero da Silva (PFL)/(PSB)                    | 1º de janeiro de 2005 | 31 de dezembro de 2008 | Prefeito e vice eleitos em sufrágio universal         |
| 3  | Francisco Evangelista Resende            | PSB     | Reinaldo Sotero da Silva (PFL)/(PSB)                    | 1º de janeiro de 2009 | 31 de dezembro de 2012 | Prefeito reeleito e vice eleito em sufrágio universal |
| 4  | Guiomar de Andrade Resende, Mara         | PSB     | Lisandro Gonçalves da Silva (DEM)                       | 1º de janeiro de 2013 | 31 de dezembro de 2016 | Prefeita e vice eleitos em sufrágio universal         |
| 5  | Expedito Rodrigues de Sousa, Casa Grande | PT      | Iranilta Uchôa Memoria, Nenén (PTB)                     | 1º de janeiro de 2017 | 31 de dezembro de 2020 | Prefeito e vice eleitos em sufrágio universal         |
| 6  | Francisco Evangelista Resende            | PP      | Reinaldo Sotero da Silva (PP) até 2023, (PSD) após 2023 | 1º de janeiro de 2021 | 31 de dezembro de 2024 | Prefeito e vice eleitos em sufrágio universal         |
| 6  | Francisco Evangelista Resende            | MDB     | Reinaldo Sotero da Silva (PP) até 2023, (PSD) após 2023 | 1° de janeiro de 2025 | Atualidade             | Prefeito e vice reeleitos em sufrágio universal       |